# Élections fédérales australiennes de 2001
Des élections fédérales se tiennent le 10 novembre 2001 en Australie afin d'élire les 148 sièges de la Chambre des représentants et 40 des 76 sièges du Sénat. Ces élections initient la 40e législature du Parlement d'Australie.
Au pouvoir depuis cinq ans, le Premier ministre libéral John Howard enchaîne une troisième majorité absolue avec la Coalition. Il parvient même à effacer l'échec du scrutin précédent, quand il l'avait emporté en sièges alors que le Parti travailliste s'était imposé en voix. Défait pour la seconde fois consécutive, le chef de l'Opposition Kim Beazley démissionne et se voit remplacé par son adjoint Simon Crean.

## Contexte
Au cours des élections fédérales anticipées du 3 octobre 1998, la Coalition du Premier ministre libéral John Howard, alors au pouvoir depuis deux ans et demi, parvient à se maintenir au gouvernement avec une majorité amoindrie, passant de 94 à 80 représentants sur 148. Elle est même devancée en voix et préférences par le Parti travailliste australien de l'ancien vice-Premier ministre Kim Beazley.
Puisque le centre droit confirme sa majorité et que le centre gauche réalise la meilleure progression pour un parti défait aux élections législatives précédentes, Howard est reconduit à la tête de l'exécutif fédéral et Beazley à la direction du Labor.
Après avoir conservé la majorité absolue à l'Assemblée législative de Nouvelle-Galles-du-Sud en mars 1999, les travaillistes renversent six mois plus tard le gouvernement de l'État de Victoria et y reprennent le pouvoir : bien que comptant un siège de moins que la Coalition, le Labor s'assure le soutien de trois indépendants et forme un gouvernement minoritaire.
Les Australiens sont ensuite invités, le 6 novembre 1999, à se prononcer par référendum sur la transformation de leur pays en une république, un président élu par le Parlement fédéral remplaçant la reine et le gouverneur général. Le camp républicain mobilise notamment les anciens Premiers ministres travailliste Gough Whitlam et libéral Malcolm Fraser. La monarchie est confirmée avec 54,9 % de « non ».
Le début de l'année 2001 est électoralement bénéfique pour le principal parti de l'opposition. Il reprend la tête de l'exécutif d'Australie-Occidentale en remportant 32 élus sur 57 à l'Assemblée législative aux élections du 10 février, mettant un terme à cinq ans de gouvernement du Parti libéral. Une semaine plus tard, le Labor écrase le centre droit aux élections du Queensland : le Premier ministre Peter Beattie est confirmé avec 66 députés sur 89, soit une hausse de 50 % de sa représentation parlementaire. Le 17 mars, une élection partielle se tient dans la circonscription de Ryan, détenue par les libéraux depuis plus de 50 ans. C'est pourtant la candidate travailliste Leonie Short qui s'impose avec 50,2 % des préférences, une progression de plus neuf points.
Une nouvelle élection territoriale se tient le 18 août 2001, dans le Territoire du Nord, bastion depuis son institutionnalisation en 1978 du Parti rural libéral (CLP). Avec 40,6 % des voix, la victoire revient cependant au Parti travailliste, qui obtient 13 sièges soit l'exacte majorité absolue.
C'est dans ce contexte de dynamique pour le Labor que John Howard annonce le 5 octobre 2001 qu'il a demandé au gouverneur général Peter Hollingworth de prononcer la dissolution de la Chambre des représentants et convoquer des élections pour le 10 novembre, soit trois ans et un jour après la première réunion de la Chambre sortante.
Alors que les partis sont en campagne, les travaillistes gagnent le 20 octobre les élections à l'Assemblée législative du Territoire de la capitale australienne (ACT) avec une majorité relative, laissant derrière eux six années d'opposition au Parti libéral.

## Mode de scrutin

### Chambre des représentants

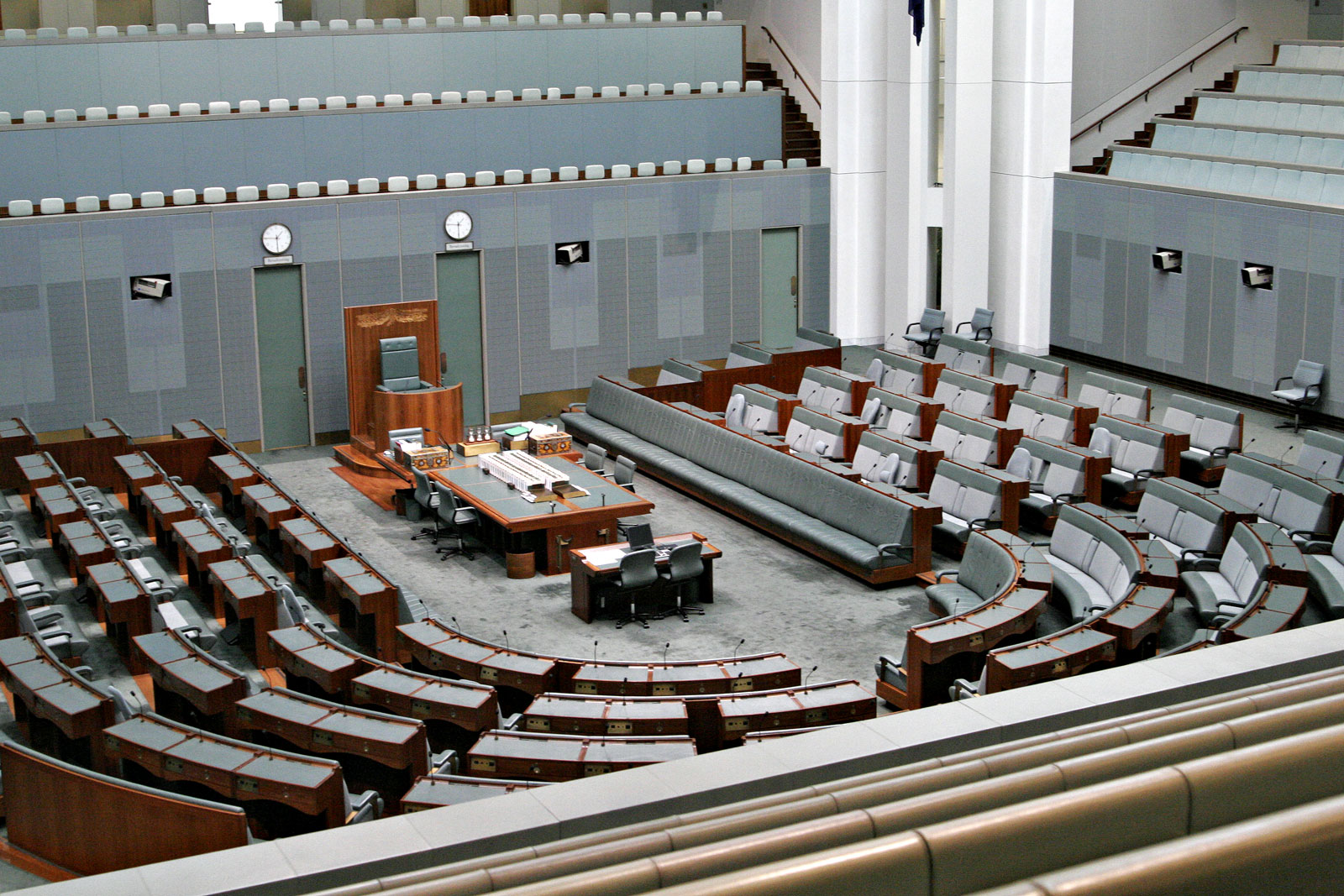
L'hémicycle de la Chambre des représentants.

La Chambre des représentants (en anglais : House of Representatives) est composée de 150 représentants (Members of Parliament ou MPs) élus pour trois ans au scrutin uninominal majoritaire à un tour selon le système du vote alternatif.
Le jour du scrutin, chaque électeur exprime dans sa circonscription un ordre de préférence parmi les candidats qui se présentent. Il doit attribuer un classement à chacun d'entre eux, sous peine de nullité.
Lors du dépouillement, les premières préférences sont comptées. Si un postulant remporte la majorité absolue, il est proclamé élu. Dans le cas contraire, le candidat ayant reçu le plus faible nombre de suffrages est éliminé et les deuxièmes préférences sont de nouveau répartis. La procédure recommence jusqu'à ce qu'un candidat obtienne la moitié des voix, plus une. Ce système, institué en 1918, évitait que la concurrence entre partis de centre droit ne facilite l'élection de candidats de gauche. Il engendre l'émergence d'un fort bipartisme : en 1998, seul un siège à la Chambre échappe au Parti travailliste et à la Coalition.

### Sénat

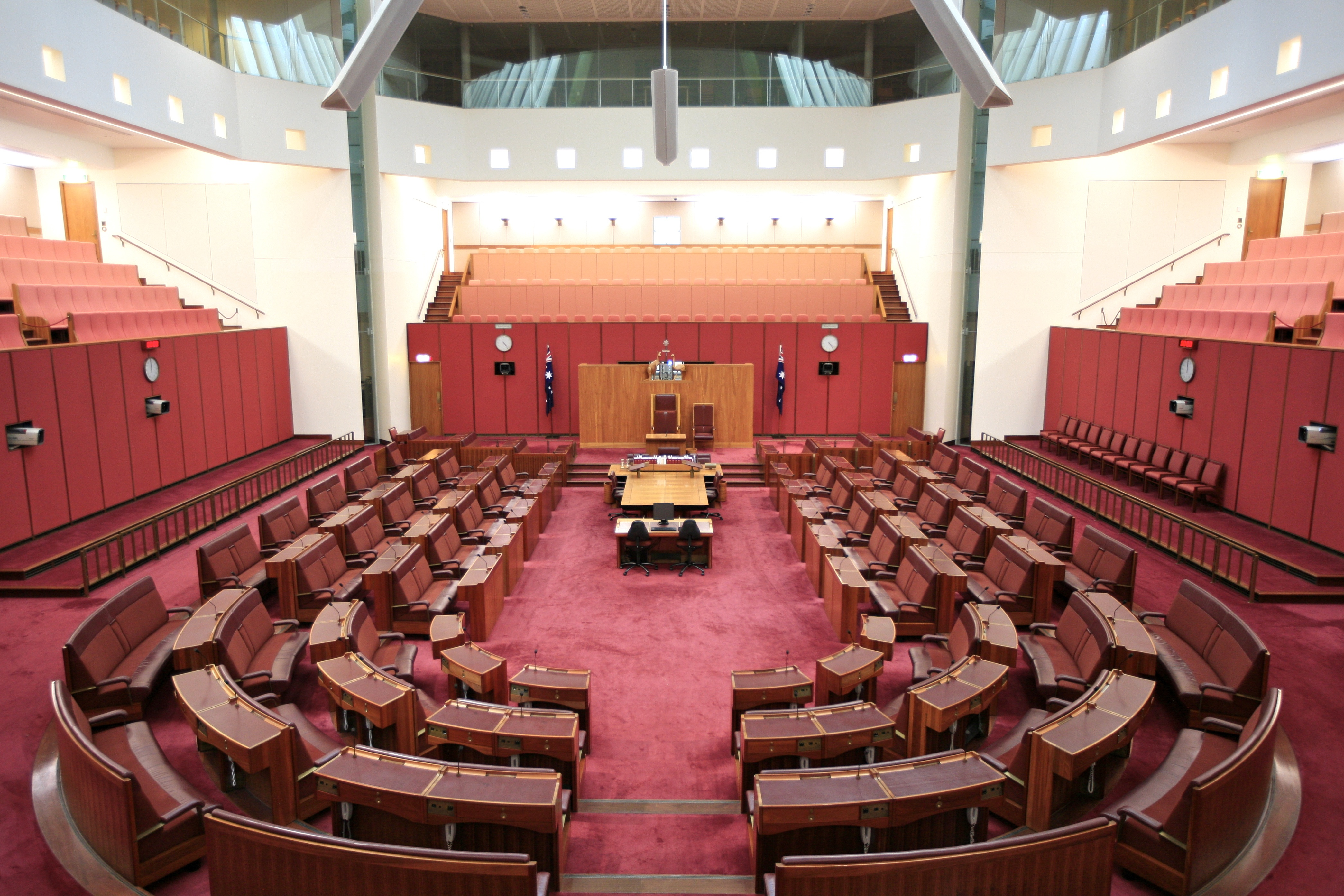
L'hémicycle du Sénat.

La Sénat (Senate) est composé de 76 sénateurs (Senators) élus au scrutin à vote unique transférable. 72 sénateurs sont élus pour six ans, renouvelables par moitié, à raison de 12 par État. Quatre sont élus pour trois ans, renouvelés intégralement en même temps que la Chambre des représentants, à raison de deux par territoire.
Le jour du scrutin, chaque électeur exprime dans sa circonscription un ordre de préférence parmi les candidats qui se présentent. Les partis ont la possibilité d'instaurer des « group voting tickets » : ils déterminent à l'avance la répartition des préférences en cas d'échec ou victoire d'un candidat.
Lors du dépouillement, le nombre de suffrages exprimés est divisé par le nombre de sièges à pouvoir (six dans chaque État, deux dans chaque territoire), ce qui donne le quotient électoral, soit le nombre minimum de voix nécessaire pour être élu.
Les premières préférences sont ensuite comptées. Si un candidat est élu, son surplus de votes (la différence entre le quota et son nombre de suffrages reçus) est attribuée au candidat ayant reçu le plus grand nombre de préférences à suivre. Si celui-ci est à son tour élu, son surplus est également redistribué. Si à un quelconque moment, aucun candidat n'est élu alors que des sièges restent à pourvoir, le candidat arrivé en dernier des premières préférences est éliminé et ses deuxièmes préférences (ou les suivantes) sont réparties entre les candidats restants.

## Campagne

### Partis politiques
| Force politique | Force politique                                           | Idéologie                                                   | Chef                                                   | Résultats en 1998                                                     |
| --------------- | --------------------------------------------------------- | ----------------------------------------------------------- | ------------------------------------------------------ | --------------------------------------------------------------------- |
|                 | Parti travailliste australien (en) Australian Labor Party | Centre gauche Travaillisme, social-démocratie, progressisme | Kim Beazley Chef de l'Opposition                       | 40,1 % des voix (H) 67 représentants 37,3 % des voix (S) 17 sénateurs |
|                 | Coalition (en) The Coalition                              | Centre droit Libéralisme, conservatisme, agrarisme          | John Howard Premier ministre                           | 39,5 % des voix (H) 80 représentants 37,7 % des voix (S) 17 sénateurs |
|                 | Pauline Hanson's One Nation                               | Droite Nationalisme, conservatisme, populisme               | Pauline Hanson                                         | 8,4 % des voix (H) 0 représentant 9,0 % des voix (S) 1 sénateur       |
|                 | Parti démocrate australien (en) Australian Democrats      | Centre Social-libéralisme, social-démocratie                | Natasha Stott Despoja Sénateur d'Australie-Méridionale | 5,1 % des voix (H) 0 représentant 8,5 % des voix (S) 4 sénateurs      |

## Résultats

### À la Chambre des représentants
| Parti                    | Parti                                    | Parti                                    | Parti                                    | Voix       | Voix          | Voix | Sièges  | Sièges        |
| Parti                    | Parti                                    | Parti                                    | Parti                                    | Suffrages  | %             | +/-  | Députés | +/-           |
| ------------------------ | ---------------------------------------- | ---------------------------------------- | ---------------------------------------- | ---------- | ------------- | ---- | ------- | ------------- |
|                          | Coalition                                | Coalition                                | Coalition                                | 4 934 958  | 43,01         | 3,50 | 82      | 2             |
|                          | Parti libéral d'Australie (Libs)         | Parti libéral d'Australie (Libs)         | 4 254 071                                | 37,08      | 3,19          | 68   | 4       |               |
|                          | Parti national d'Australie (Nats)        | Parti national d'Australie (Nats)        | 643 926                                  | 5,61       | 0,32          | 13   | 3       |               |
|                          | Parti rural libéral (CLP)                | Parti rural libéral (CLP)                | 36 961                                   | 0,32       | en stagnation | 1    | 1       |               |
|                          | Parti travailliste australien (Labor)    | Parti travailliste australien (Labor)    | Parti travailliste australien (Labor)    | 4 341 420  | 37,84         | 2,26 | 65      | 2             |
|                          | Parti démocrate australien (Democrats)   | Parti démocrate australien (Democrats)   | Parti démocrate australien (Democrats)   | 620 225    | 5,41          | 0,28 | 0       | en stagnation |
|                          | Verts australiens (Greens)               | Verts australiens (Greens)               | Verts australiens (Greens)               | 569 074    | 4,96          | 2,34 | 0       | en stagnation |
|                          | Pauline Hanson's One Nation (One Nation) | Pauline Hanson's One Nation (One Nation) | Pauline Hanson's One Nation (One Nation) | 498 032    | 4,34          | 4,09 | 0       | en stagnation |
|                          | Autres                                   | Autres                                   | Autres                                   | 256 874    | 2,24          | 0,04 | 0       | en stagnation |
|                          | Indépendants                             | Indépendants                             | Indépendants                             | 311 121    | 2,71          | 0,77 | 3       | 2             |
| Votes de préférence      |                                          |                                          |                                          |            |               |      |         |               |
|                          | Coalition                                | Coalition                                | Coalition                                | 5 846 289  | 50,95         | 1,93 | 82      | 2             |
|                          | Parti travailliste australien (Labor)    | Parti travailliste australien (Labor)    | Parti travailliste australien (Labor)    | 5 627 785  | 49,05         | 1,93 | 65      | 2             |
|                          |                                          |                                          |                                          |            |               |      |         |               |
| Votes valides            | Votes valides                            | Votes valides                            | Votes valides                            | 11 474 074 | 95,18         |      |         |               |
| Votes blancs et nuls     | Votes blancs et nuls                     | Votes blancs et nuls                     | Votes blancs et nuls                     | 580 591    | 4,82          |      |         |               |
| Total                    | Total                                    | Total                                    | Total                                    | 12 054 665 | 100,00        | N/A  | 150     | 2             |
| Abstentions              | Abstentions                              | Abstentions                              | Abstentions                              | 654 172    | 5,15          |      |         |               |
| Inscrits / participation | Inscrits / participation                 | Inscrits / participation                 | Inscrits / participation                 | 12 708 837 | 94,85         |      |         |               |

### Au Sénat
| Parti                    | Parti                                    | Parti                                    | Parti                                    | Voix       | Voix   | Voix | Sièges        | Sièges        | Sièges |
| Parti                    | Parti                                    | Parti                                    | Parti                                    | Suffrages  | %      | +/-  | Sénateurs     | +/-           | Total  |
| ------------------------ | ---------------------------------------- | ---------------------------------------- | ---------------------------------------- | ---------- | ------ | ---- | ------------- | ------------- | ------ |
|                          | Coalition                                | Coalition                                | Coalition                                | 4 864 231  | 41,83  | 4,13 | 20            | 3             | 35     |
|                          | Candidatures conjointes Libs/Nats        | Candidatures conjointes Libs/Nats        | 2 776 052                                | 23,88      | 2,00   | N/A  | N/A           | N/A           |        |
|                          | Parti libéral d'Australie (Libs)         | Parti libéral d'Australie (Libs)         | 1 824 639                                | 15,69      | 2,05   | 17   | 2             | 31            |        |
|                          | Parti national d'Australie (Nats)        | Parti national d'Australie (Nats)        | 222 860                                  | 1,92       | 0,06   | 2    | 1             | 3             |        |
|                          | Parti rural libéral (CLP)                | Parti rural libéral (CLP)                | 40 680                                   | 0,35       | 0,03   | 1    | en stagnation | 1             |        |
|                          | Parti travailliste australien (Labor)    | Parti travailliste australien (Labor)    | Parti travailliste australien (Labor)    | 3 990 868  | 34,32  | 2,98 | 14            | 3             | 29     |
|                          | Parti démocrate australien (Democrats)   | Parti démocrate australien (Democrats)   | Parti démocrate australien (Democrats)   | 842 924    | 7,25   | 1,21 | 4             | en stagnation | 8      |
|                          | Pauline Hanson's One Nation (One Nation) | Pauline Hanson's One Nation (One Nation) | Pauline Hanson's One Nation (One Nation) | 644 339    | 5,54   | 3,45 | 0             | 1             | 1      |
|                          | Verts australiens (Greens)               | Verts australiens (Greens)               | Verts australiens (Greens)               | 574 489    | 4,94   | 2,22 | 2             | 2             | 2      |
|                          | Autres                                   | Autres                                   | Autres                                   | 710 423    | 6,11   | 1,27 | 0             | 1             | 1      |
|                          |                                          |                                          |                                          |            |        |      |               |               |        |
| Votes valides            | Votes valides                            | Votes valides                            | Votes valides                            | 11 627 274 | 96,11  |      |               |               |        |
| Votes blancs et nuls     | Votes blancs et nuls                     | Votes blancs et nuls                     | Votes blancs et nuls                     | 470 510    | 3,89   |      |               |               |        |
| Total                    | Total                                    | Total                                    | Total                                    | 12 097 784 | 100,00 | N/A  | 40            | en stagnation | 76     |
| Abstentions              | Abstentions                              | Abstentions                              | Abstentions                              | 611 053    | 4,81   |      |               |               |        |
| Inscrits / participation | Inscrits / participation                 | Inscrits / participation                 | Inscrits / participation                 | 12 708 837 | 95,19  |      |               |               |        |

## Conséquences
Vainqueur incontesté du scrutin, John Howard entame son troisième mandat à la direction du gouvernement fédéral. Il s'appuie notamment dans son nouvel exécutif sur le chef du Parti national John Anderson, confirmé comme vice-Premier ministre, ainsi que son ministre des Finances Peter Costello et son ministre des Affaires étrangères Alexander Downer, tous deux reconduits. À l'inverse, après deux défaites consécutives et l'échec électoral du Labor, Kim Beazley démissionne et son adjoint Simon Crean est choisi pour lui succéder, devenant le nouveau chef de l'Opposition.